# Fonction Q de Marcum
En statistique, la fonction Q de Marcum {\displaystyle Q_{M}} est définie comme 
{\displaystyle Q_{M}(a,b)=\int _{b}^{\infty }x\left({\frac {x}{a}}\right)^{M-1}\exp \left(-{\frac {x^{2}+a^{2}}{2}}\right)I_{M-1}(ax)\,dx}
ou comme 
{\displaystyle Q_{M}(a,b)=\exp \left(-{\frac {a^{2}+b^{2}}{2}}\right)\sum _{k=1-M}^{\infty }\left({\frac {a}{b}}\right)^{k}I_{k}(ab)}
où {\displaystyle I_{M-1}} désigne la fonction de Bessel modifiée d'ordre M − 1. La fonction Q de Marcum est utilisée par exemple comme fonction de répartition (plus précisément, comme fonction de survie) pour les lois du χ non centré, de χ2 non centré et de Rice. 
Pour les valeurs non entières de M, la fonction Q de Marcum peut être définie comme 
{\displaystyle {\begin{aligned}Q_{M}(a,b)&=1-{\rm {e}}^{-a^{2}/2}\sum _{k=0}^{\infty }\left({\frac {a^{2}}{2}}\right)^{k}{\frac {\gamma (M+k,{\frac {b^{2}}{2}})}{k!\Gamma (M+k)}}\\[6pt]&=1-{\rm {e}}^{-a^{2}/2}\sum _{k=0}^{\infty }\left({\frac {a^{2}}{2}}\right)^{k}{\frac {P(M+k,{\frac {b^{2}}{2}})}{k!}}\end{aligned}}}
où {\displaystyle P(s,x)} est la fonction gamma incomplète. 
La fonction Q de Marcum est monotone et log-concave . 